# Nazistiska propagandafilmer
Nazistiska propagandafilmer var en del i nazismens utvecklade system för propaganda, vilken använde sig av 1900-talets nya tekniker inklusive film. Före och under andra världskriget producerade Propagandaministeriet för allmänhetens upplysning och propaganda under Joseph Goebbels ledning flera propagandafilmer som var avsedda för allmänheten. Men filmer som producerades för att tjäna propagandasyften var inte begränsade till axelmakterna; de producerades på bägge sidor, som de allierades produktion av propagandafilmer. Nazisterna värderade filmen som ett propagandainstrument med en enorm makt. Både Adolf Hitler och hans propagandaminister Joseph Goebbels intresserade sig mycket för film, men inte bara på grund av deras personliga fascination av mediet. Intresset för att använda filmen som propaganda hade planerats av det Nationalsocialistiska tyska arbetarepartiet redan 1930, redan då hade partiet etablerat en filmavdelning.
Filmerna kunde beröra flera olika ämnen och genrer, men alla fungerade som propagandafilmer i Tredje riket. Ämnena inbegriper antisemitism, främjande av nationalsocialistiska ideal: såsom lydnad och traditionella könsroller, underbyggandet av aggressioner gentemot andra nationer och folkgrupper, bland annat genom att anklaga dem för det nazisterna själva utsatte dessa för. Man samlade även stöd för krigsinsatsen eller kunde få opinionen att svänga i frågor rörande nazisternas olika verksamheter: till exempel det ofrivilliga eutanasiprogrammet (Vem dömer?, 1941). Nazismen uppvaktade publiken med hjälp av slagord som riktade sig direkt till folkets instinkter och känslor. Vid sidan av dokumentärfilmer, spelade spelfilm en roll i den filmiska propagandasatsningen, dramer, krigsfilm, biografisk film, actionfilm, thrillers och även komedier utgjorde alla en del av Nazifilmer. I filmerna kunde stora filmstjärnor som Emil Jannings, Zarah Leander, Heinrich George, Paula Wessely och Kristina Söderbaum medverka. 
Många av dessa filmer förbjöds av det Allierade kontrollrådet efter kriget och är det ännu. De kan visas ibland, vid vissa specialvisningar, direkt kopplade till en introduktion om deras kontext och ett efterföljande samtal.

## Filmer i urval
- 1933 – S.A.-Mann Brand (regi Franz Seitz)
- 1933 – Sieg des Glaubens (regi Leni Riefenstahl)
- 1933 – Hitlerjunge Quex (regi Karl Ritter)
- 1935 – Viljans triumf (regi Leni Riefenstahl)
- 1935 – Tag der Freiheit (regi Leni Riefenstahl)
- 1938 – Den stora olympiaden (regi Leni Riefenstahl)
- 1938 – Pour le Mérite (regi Karl Ritter)
- 1939 – Der Stammbaum des Dr. Pistorius (regi Karl Georg Külb)
- 1940 - Jud Süss (regi Veit Harlan)
- 1940 – Die Rothschilds (regi Erich Waschneck)
- 1940 – Den evige juden (regi Fritz Hippler)
- 1941 – Stukas (regi Karl Ritter)
- 1941 – Ohm Krüger (regi Hans Steinhoff)
- 1941 – Ett möte i natten (regi Rolf Hansen)
- 1941 – Heimkehr (regi Gustav Ucicky)
- 1941 – Vem dömer? (regi Wolfgang Liebeneiner)
- 1941 – U-båt västerut! (regi Günther Rittau)
- 1941 – Über alles in der Welt (regi Karl Ritter)
- 1942 – Fronttheater (regi Arthur Maria Rabenalt)
- 1943 - Titanic (regi Werner Klingler och Herbert Selpin)
- 1945 – Brinnande hjärtan (regi Veit Harlan)